# زنا بتهون
زنا بتهون (انگلیسی: Zina Bethune؛ ۱۷ فوریهٔ ۱۹۴۵ – ۱۲ فوریهٔ ۲۰۱۲) یک هنرپیشه اهل ایالات متحده آمریکا بود.